# Cogema Group
Група Когема (фр. Cogema Group, COGEMA) — французька корпорація, єдина в західному світі компанія, що здійснює повний ядерно-паливний виробничий цикл: видобуток руди, виробництво уранового концентрату і гексафлуориду урану, збагачення гексафлуориду урану на підприємствах по розділенню ізотопів, виробництво реакторного палива, переробку відпрацьованого ядерного пального і виробництво уран-плутонієвого палива.

## Історія
Утворена в 1976 як виробничий відділ Комісаріату з атомної енергетики (CEA-Industrie) для здійснення ядерних программ в цивільному і військовому секторах економіки Франції.

## Характеристика
На 2001 рік 74.7 % акцій корпорації контролює держава, а решту — нафтові компанії: TotalFinaElf — 14.5 %, Erap — 7.6 % і Technip — 3.2 % акцій. Основні мінерально-сировинні ресурси корпорації зосереджені в Канаді і лише незначна частина — у Франції. Запаси урану Cogema Group — 227400 т, з яких 57 % пов'язана з високорентабельними родовищами типу «неузгод» в Канаді и Австралії. Cogema Group займає 2-е місце у світі (після канадської компанії Cameco) з виробництва уранового концентрату.
Cogema Croup забезпечує ураном 59 ядерних енергетичних блоків Франції, які в 2000 р. виробили 76 % електроенергії в країні і постачає реакторне паливо споживачам Європейського Союзу, США і Південно-Східній Азії.
Крім урану і попутного золота з 1999 р Cogema Group видобуває марганець, придбавши 7.65 % акцій компанії Comilog (рудник в Габоні) і 30.5 % акцій корпорації Eramet Manganese Allianges, що володіє переробними підприємствами в Норвегії і США.